# National Women's Soccer League 2017
La National Women's Soccer League 2017 fue la 5.ª edición de la National Women's Soccer League (NWSL), la máxima categoría del fútbol femenino en Estados Unidos. Si se incluyen los torneos predecesores de la NWSL, la Women's Professional Soccer (2009-2011) y la Women's United Soccer Association (2001-2003), ésta fue la 11.ª temporada aprobada por la FIFA en esa categoría.
El defensor del título fue Western New York Flash, pero el equipo no jugó bajo ese nombre; el club se vendió; se mudó a Cary, Carolina del Norte y cambió su nombre a North Carolina Courage.

## Formato
- Cada equipo juega un total de 24 partidos, 12 de local y 12 de visitante.
- Los cuatro equipos que terminan primero en la temporada regular avanzan a las eliminatorias.

## Equipos
| Equipo                 | Ciudad                   | Entrenador              | Estadio                                                             | Capacidad    |
| ---------------------- | ------------------------ | ----------------------- | ------------------------------------------------------------------- | ------------ |
| Boston Breakers        | Boston, Massachusetts    | Matt Beard              | Soldiers Field Soccer Stadium                                       | 4.000        |
| Chicago Red Stars      | Bridgeview, Illinois     | Rory Dames              | Toyota Park                                                         | 20.000       |
| Houston Dash           | Houston, Texas           | Omar Morales (interino) | BBVA Compass Stadium                                                | 7.000        |
| FC Kansas City         | Kansas City, Misuri      | Vlatko Andonovski       | Swope Soccer Village (principal) Children's Mercy Park (secundario) | 3.500 18.467 |
| North Carolina Courage | Cary, Carolina del Norte | Paul Riley              | Sahlen's Stadium                                                    | 10.000       |
| Orlando Pride          | Orlando, Florida         | Tom Sermanni            | Orlando City Stadium                                                | 25.500       |
| Portland Thorns        | Portland, Oregón         | Mark Parsons            | Providence Park                                                     | 21.144       |
| Seattle Reign FC       | Seattle, Washington      | Laura Harvey            | Memorial Stadium                                                    | 6.088        |
| Sky Blue FC            | Piscataway, New Jersey   | Vacante                 | Yurcak Field                                                        | 5.000        |
| Washington Spirit      | Germantown, Maryland     | Jim Gabarra             | Maryland SoccerPlex                                                 | 4.000        |

1. ↑  Houston Dash limita la venta de entradas a 7.000 cuando juega de local. La capacidad máxima de su estadio es de 22.039 personas.[2]
2. ↑  Seattle Reign limita la venta de entradas a 6.088 cuando juega de local. La capacidad máxima de su estadio es de 12.000 personas.

### Cambio de entrenadores
| Equipo                 | Ent. saliente    | Motivo           | Fecha de puesto vacante | Ent. entrante           | Fecha de nombramiento | Ref.  |
| ---------------------- | ---------------- | ---------------- | ----------------------- | ----------------------- | --------------------- | ----- |
| North Carolina Courage | Equipo reubicado | Equipo reubicado | Equipo reubicado        | Paul Riley              | 30 de enero de 2017   | [ 4 ] |
| Houston Dash           | Randy Waldrum    | Acuerdo mutuo    | 29 de mayo de 2017      | Omar Morales (interino) | 29 de mayo de 2017    | [ 5 ] |
| Sky Blue FC            | Christy Holly    | Acuerdo mutuo    | 16 de agosto de 2017    | Vacante                 | Vacante               | [ 6 ] |

## Clasificación
| Pos. | Equipo                     | Pts. | PJ | G  | E | P  | GF | GC | Dif. | Clasificación |
| ---- | -------------------------- | ---- | -- | -- | - | -- | -- | -- | ---- | ------------- |
| 1    | North Carolina Courage (N) | 49   | 24 | 16 | 1 | 7  | 38 | 22 | +16  | NWSL Shield   |
| 2    | Portland Thorns FC (C)     | 47   | 24 | 14 | 5 | 5  | 37 | 20 | +17  | Eliminatorias |
| 3    | Orlando Pride              | 40   | 24 | 11 | 7 | 6  | 45 | 31 | +14  | Eliminatorias |
| 4    | Chicago Red Stars          | 39   | 24 | 11 | 6 | 7  | 33 | 30 | +3   | Eliminatorias |
| 5    | Seattle Reign FC           | 34   | 24 | 9  | 7 | 8  | 43 | 37 | +6   |               |
| 6    | Sky Blue FC                | 33   | 24 | 10 | 3 | 11 | 42 | 51 | −9   |               |
| 7    | FC Kansas City             | 31   | 24 | 8  | 7 | 9  | 29 | 31 | −2   |               |
| 8    | Houston Dash               | 24   | 24 | 7  | 3 | 14 | 23 | 39 | −16  |               |
| 9    | Boston Breakers            | 19   | 24 | 4  | 7 | 13 | 24 | 35 | −11  |               |
| 10   | Washington Spirit          | 19   | 24 | 5  | 4 | 15 | 30 | 48 | −18  |               |

Actualizado a los partidos jugados el 1 de octubre de 2017.
 Fuente: NWSL

## Eliminatorias
Los cuatro primeros equipos de la temporada regular compiten por el título del campeonato. Son tres partidos únicos (sin "ida y vuelta"). Los primeros dos equipos juegan de local en las semifinales.
|  | Semifinales | Semifinales            | Semifinales |                        |   | Final              | Final | Final |  |
|  |             |                        |             |                        |   |                    |       |       |  |
|  |             |                        |             |                        |   |                    |       |       |  |
|  | 2           | Portland Thorns FC     | 4           |                        |   |                    |       |       |  |
|  | 2           | Portland Thorns FC     | 4           |                        |   |                    |       |       |  |
|  | 3           | Orlando Pride          | 1           |                        |   |                    |       |       |  |
|  | 3           | Orlando Pride          | 1           |                        | 2 | Portland Thorns FC | 1     |       |  |
|  |             |                        |             |                        | 2 | Portland Thorns FC | 1     |       |  |
|  |             |                        | 1           | North Carolina Courage | 0 |                    |       |       |  |
|  | 1           | North Carolina Courage | 1           | North Carolina Courage | 0 | 1                  |       |       |  |
|  | 1           | North Carolina Courage |             |                        |   | 1                  |       |       |  |
|  | 4           | Chicago Red Stars      | 0           |                        |   |                    |       |       |  |
|  | 4           | Chicago Red Stars      | 0           |                        |   |                    |       |       |  |
|  |             |                        |             |                        |   |                    |       |       |  |

### Semifinales
| 7 de octubre de 2017, 12:30 (PT) | Portland Thorns FC                                | 4:1     | Orlando Pride | Providence Park, Portland                                |                                                          |
|                                  | Henry 12' · Sonnett 15' · Raso 71' · Sinclair 82' | Reporte | Kennedy 23'   | Asistencia: 18.193 espectadores Árbitro(s): Timothy Ford | Asistencia: 18.193 espectadores Árbitro(s): Timothy Ford |

| 8 de octubre de 2017, 15:30 (ET) | North Carolina Courage | 1:0     | Chicago Red Stars | WakeMed Soccer Park, Cary                                |                                                          |
|                                  | O'Sullivan 89'         | Reporte |                   | Asistencia: 10.017 espectadores Árbitro(s): Ramy Touchan | Asistencia: 10.017 espectadores Árbitro(s): Ramy Touchan |

### Final
| 14 de octubre de 2017, 16:30 (ET) | North Carolina Courage | 0:1     | Portland Thorns FC | Orlando City Stadium, Orlando                              |                                                            |
|                                   |                        | Reporte | Horan 50'          | Asistencia: 8.194 espectadores Árbitro(s): Danielle Chesky | Asistencia: 8.194 espectadores Árbitro(s): Danielle Chesky |

|                                       |
|                                       |
| Campeón Portland Thorns FC 2.º título |

## Asistencia
Actualizado al 14 de octubre de 2017.

### Asistencia promedio de local
Ordenado de mayor a menor promedio de asistencia durante la temporada regular.
| Equipo                 | PJ  | Total   | Mayor  | Menor  | Promedio |
| ---------------------- | --- | ------- | ------ | ------ | -------- |
| Portland Thorns FC     | 12  | 211.830 | 21.144 | 14.471 | 17.653   |
| Orlando Pride          | 12  | 74.233  | 14.452 | 4.273  | 6.186    |
| Houston Dash           | 12  | 54.938  | 6.707  | 1.258  | 4.578    |
| North Carolina Courage | 12  | 52.672  | 7.020  | 2.383  | 4.389    |
| Seattle Reign FC       | 12  | 48.449  | 6.041  | 2.727  | 4.037    |
| Washington Spirit      | 12  | 41.891  | 5.200  | 2.365  | 3.491    |
| Chicago Red Stars      | 12  | 38.379  | 4.934  | 1.827  | 3.198    |
| Boston Breakers        | 12  | 34.754  | 4.321  | 2.276  | 2.896    |
| Sky Blue FC            | 12  | 31.355  | 3.451  | 2.008  | 2.613    |
| FC Kansas City         | 12  | 21.456  | 3.340  | 428    | 1.788    |
| Total                  | 120 | 609.957 | 21.144 | 428    | 5.083    |

### Asistencias más altas
Los diez partidos con mayor asistencia durante el campeonato. En negrita figuran los partidos de eliminatorias.
| Pos. | Local              | Resultado | Visitante              | Asistencia | Fecha                    | Estadio         |
| ---- | ------------------ | --------- | ---------------------- | ---------- | ------------------------ | --------------- |
| 1    | Portland Thorns FC | 3 - 1     | Chicago Red Stars      | 21.144     | 30 de septiembre de 2017 | Providence Park |
| 2    | Portland Thorns FC | 2 - 0     | Houston Dash           | 19.672     | 19 de agosto de 2017     | Providence Park |
| 3    | Portland Thorns FC | 4 - 0     | Washington Spirit      | 19.141     | 2 de septiembre de 2017  | Providence Park |
| 4    | Portland Thorns FC | 2 - 0     | Boston Breakers        | 18.637     | 27 de mayo de 2017       | Providence Park |
| 5    | Portland Thorns FC | 2 - 1     | Washington Spirit      | 18.478     | 22 de julio de 2017      | Providence Park |
| 6    | Portland Thorns FC | 2 - 1     | Houston Dash           | 18.243     | 5 de agosto de 2017      | Providence Park |
| 7    | Portland Thorns FC | 4 - 1     | Orlando Pride          | 18.193     | 7 de octubre de 2017     | Providence Park |
| 8    | Portland Thorns FC | 1 - 0     | North Carolina Courage | 16.804     | 15 de julio de 2017      | Providence Park |
| 9    | Portland Thorns FC | 1 - 3     | Sky Blue FC            | 16.736     | 17 de junio de 2017      | Providence Park |
| 10   | Portland Thorns FC | 3 - 0     | FC Kansas City         | 16.199     | 28 de junio de 2017      | Providence Park |